# W.W.D/冬へと走りだすお!
「W.W.D/冬へと走りだすお!」（ダブリュー・ダブリュー・ディー/ふゆへとはしりだすお）は、でんぱ組.incの6枚目のシングル。2013年1月16日にMEME TOKYOから発売された。

## 概要
DVD付きの初回限定盤A、BおよびCDのみの3形態で発売。
1曲目の「W.W.D」は、メンバーの実体験を元に、前山田健一が作詞・作曲したドキュメンタリーソング。CDに入っている歌詞カードの最後には「この歌詞は実話をもとに構成されています」という記載がある。この曲のタイトルは2013年のツアータイトル「ワールドワイド☆でんぱ」（World Wide Dempa）の頭文字であり、その名の通り最終公演地は台北である。
2曲目の「冬へと走りだすお!」は、アルバム収録曲「くちづけキボンヌ」の好評を受けて、同じコンビに依頼されてできた楽曲。
「冬へと走りだすお!」のMusic Clipは、メンバー本人たちがiPhoneを使い自撮りしたものを使用している。
オリコンウィークリーチャートで過去最高位の10位を記録した。デイリーではさらに上位も記録しており、TOP10入りはグループ初となった。

## 収録曲
1. W.W.D [5:46]
作詞・作曲・編曲：前山田健一
上述の通り、メンバーの実体験を元にした楽曲。観客との掛け合いを想定したパートやメンバーそれぞれの語りが挿入されるパートなどもあり、1曲の中で非常に多彩な顔を見せる楽曲である。
メンバーそれぞれが自身の過去と向き合う必要に駆られたため、この曲が披露された当時は歌うのが辛かったらしく、レコーディングでは泣き出してしまうメンバーもいたという。
2. 冬へと走りだすお! [4:16]
作詞：かせきさいだぁ　作曲・編曲：木暮晋也
タイトルに合わせてか、秋口から初春までのライブでのみ披露される。しかし「ノットボッチ…夏」が真冬のライブで歌われることもあるため、必ずしもその限りではないと思われる。
3. W.W.D　Instrumental Version
4. 冬へと走りだすお!　Instrumental Version

## DVD収録内容

### 初回限定盤A
1. 「W.W.D」MV
2. 「W.W.D」MV メイキング映像
3. 第1回 でんぱ組.inc 台湾観光案内

### 初回限定盤B
1. 「冬へと走りだすお!」MV
2. 「冬へと走りだすお!」MV メイキング映像
3. 「W.W.D」MV（Dance shot ver.）